# 신드라
신드라는 2017년 6월 20일부터 닛폰 TV 방송망(간토 광역권), 주쿄 TV 방송(주쿄 광역권), 요미우리 TV 방송(긴키 광역권), 히로시마 TV 방송(히로시마 현), 후쿠오카 방송(후쿠오카 현) 등 닛폰TV 네트워크 협의회에서 화요일 0:59 - 1:29 (월요일 심야) 방송되는 연속 드라마 방송 범위이다.

## 방영작 일람

### 2017년
- 《고식 로봇》(2017년 6월 20일 - 8월 22일)
- 《나의 방입니다》(2017년 9월 19일 - 11월 20일)

### 2018년
- 《졸업 바보멘타리》(2018년 1월 23일 - 3월 27일)
- 《○○한 사람의 말로》(2018년 4월 24일 - 6월 26일)
- 《도쿄 에일리언 브라더스》(2018년 7월 24일 - 9월 25일)
- 《동아리, 좋아하지 않으면 안됩니까?》(2018년 10월 22일 - 12월 25일)

### 2019년
- 《절역 록》(2019년 1월 22일 - 3월 26일)
- 《화가도 바보는 싸우지!》(2019년 4월 23일 - 6월 25일)
- 《간단한 일입니다. 응모해 보았어요.》(2019년 7월 23일 - 9월 24일)
- 《블랙 교칙》(2019년 10월 15일 - 11월 26일)

### 2020년
- 《아플 때도, 건강할 때도》(2020년 1월 21일 - 3월 24일)
- 《올바른 록 밴드를 만드는 방법》(2020년 4월 21일 - 6월 23일)
- 《절역 록 조금 특별편》(2020년 7월 21일 - 9월 22일)
- 《바벨 큐사쿠》(2020년 10월 20일 - 12월 22일)

### 2021년
- 《데케 목욕탕에서 기다리고 있습니다》(2021년 1월 26일 - 4월 6일)
- 《탐정☆호시 카모》(2021년 4월 27일 - 6월 29일)
- 《사무라이 스턴트 아이자카군!》(2021년 7월 27일 - 9월 28일)
- 《사무라이 어머니》(2021년 10월 12일 - 12월 14일)

### 2022년
- 《사랑의 병과 야로구미 Season 2》(2022년 1월 25일 - 3월 29일)
- 《접수의 조》(2022년 4월 26일 - 6월 28일)
- 《지우개를 준 여자를 좋아하게 됐다.》(2022년 7월 26일 - 9월 27일)
- 《번들 사이의 꽃》(2022년 10월 18일 - 진행 중)

### 2023년
- 《스키스키원완!》(2023년 1월 - 진행 중)